# Shamsur Rahman Faruqi
Shamsur Rahman Faruqi (en urdu, شمس الرحمٰن فاروقی; Azamgarh, 30 de septiembre de 1935 - Allahabad, 25 de diciembre de 2020) fue un poeta, autor, crítico y teórico indio en urdu. Es conocido por llevar el modernismo a la literatura urdu. Formuló nuevos modelos de apreciación literaria que combinaban los principios occidentales de la crítica literaria y, posteriormente, los aplicó a la literatura urdu después de adaptarlos para abordar la estética literaria nativa del árabe, el persa y el urdu. Algunas de sus obras notables incluyen Sher-e-Shor Angrez (1996), Ka'i Chand The Sar-e Asman (2006), The Mirror of Beauty (2013) y The Sun that Rose from the Earth (2014). También fue editor y editor de la revista literaria Urdu Shabkhoon.
Faruqi recibió el Padma Shri, el cuarto honor civil más alto de la India en 2009. También recibió el Saraswati Samman, un premio literario indio, por su trabajo Sher-e-Shor Angrez en 1996, y el Premio Sahitya Akademi en 1986 por Tanqidi Afqar.

## Primeros años
Faruqi nació el 30 de septiembre de 1935 en Azamgarh, Uttar Pradesh, y se crio en Gorakhpur. Estudió en Wellesley High School en Azamgarh y se graduó de Government Jubilee High School en Gorakhpur en 1949. Terminó su educación intermedia en 1951 de Mian George Islamia Inter College en Gorakhpur.
Recibió su licenciatura en Artes de Maharana Pratap College en Gorakhpur, y su Maestría en Artes (MA) en literatura inglesa de la Universidad de Allahabad en 1955. Obtuvo un doctorado en simbolismo inglés y literatura francesa con el poeta Harivansh Rai Bachchan como supervisor, pero se retiró después de un desacuerdo con Bachchan.

## Carrera
Faruqi comenzó su carrera como escritor en 1960. Fundó la revista literaria Urdu Shabkhoon en 1966, y fue su editor y editor durante más de cuatro décadas. Fue profesor invitado en el Centro de Estudios Regionales del Sur de Asia en la Universidad de Pensilvania. Además, fue empleado del Servicio Postal de la India hasta su jubilación como Director General de Correos y miembro de la Junta de Servicios Postales en 1994.
Experto en prosodia clásica e 'ilm-e bayan (la ciencia del discurso poético), contribuyó al discurso literario moderno con una profundidad rara vez vista en los críticos contemporáneos del urdu. Fue descrito como "la figura más emblemática del siglo en el ámbito de la literatura urdu". Algunas de sus obras notables incluyen Tafheem-e-Ghalib, un comentario sobre el poeta urdu Mirza Ghalib, Sher-e-Shor Angrez, un estudio de cuatro volúmenes del poeta del siglo XVIII Mir Taqi Mir y Kai Chand Thay Sar-e-Asmaan.
Faruqi se destaca por marcar el comienzo del modernismo en la literatura urdu a través de sus obras. Formuló nuevos modelos de apreciación literaria, mientras absorbía los principios occidentales de la crítica literaria, y posteriormente los aplicó a la literatura urdu después de adaptarlos para abordar la estética literaria nativa del árabe, el persa y el urdu. A través de sus obras, escribió sobre el modo de vida indio-musulmán durante los siglos XVIII y XIX. Él mismo, un progresista, habló en contra del burka, el hiyab y el gorro que usan los conservadores, mientras continúa enfatizando la necesidad de que las comunidades minoritarias expresen su propia identidad dentro de las democracias. Se consideraba un forastero en el establecimiento literario urdu, desafiando la posición de los escritores progresistas titulares por sofocar a otros escritores. También enfatizó la necesidad de que el idioma sea una fuerza vinculante para la cultura y las comunidades, y expresó su preocupación por el hecho de que el idioma se haya reducido a una herramienta de identidad. Dijo en una entrevista: "Es triste que el lenguaje se haya convertido en una herramienta de propiedad y hegemonía; no en el hilo que une a las personas". Su revista, Shabkhoon (Blood of the Night) entre 1966 y 2006, cuyo objetivo era publicar literatura y autores modernistas urdu para romper la hegemonía de los progresistas en el poder.
Faruqi también tradujo muchas de sus propias obras al inglés. Su novela de 2013, El espejo de la belleza, fue una traducción de Ka'i Chand The Sar-e Asman, su novela en urdu de 2006. El libro narra la vida de Wazir Khanum, madre del poeta indio urdu Daagh Dehlvi de finales del siglo XIX, y se desarrolla en la Delhi de esa época. El libro fue preseleccionado para el Premio DSC de Literatura del Sur de Asia. Su novela de 2014, The Sun That Rose from the Earth, detalló la próspera escena de la literatura urdu en las ciudades indias de Nueva Delhi y Lucknow de los siglos XVIII y XIX, y la resistencia en medio de la rebelión india de 1857.

### Dastangoi
Además de sus contribuciones a la literatura urdu, a Faruqi se le atribuye el resurgimiento del Dastangoi, una forma de arte narrativo oral urdu del siglo XVI. La forma de arte alcanzó su cenit en el subcontinente indio en el siglo XIX y se dice que murió con la muerte de Mir Baqar Ali en 1928. Trabajando con su sobrino, el escritor y director Mahmood Farooqui, Faruqi ayudó a modernizar el formato y lideró su renacimiento en el siglo XXI. A partir de 2004, Farooqui y su grupo Dastangoi actuaron en India, Pakistán y Estados Unidos.

## Premios
Recibió el premio Sahitya Akademi en 1986 por su libro Tanqidi Afqar, que se centra en las teorías modernas de la apreciación de la poesía. Recibió el Saraswati Samman, un premio literario indio, por su trabajo Sher-e-Shor Angrez, un estudio de cuatro volúmenes del poeta Mir Taqi Mir del siglo XVIII, en 1996. Fue galardonado con el Padma Shri, el cuarto honor civil más alto de la India, en 2009.

## Vida personal
Faruqi conoció a su futura esposa, Jamila Hashmi, cuando estudiaba en Allahabad para obtener su maestría en literatura inglesa. Más tarde estableció y dirigió dos escuelas para niñas centradas en los marginados económicamente. La pareja tuvo dos hijas, Afshan y Baran Faruqi, ambas académicas. Jamila falleció en 2007 por complicaciones de la cirugía de reemplazo de cadera. Reflexionando sobre el papel desempeñado por su esposa en el avance de su carrera, Faruqi reconoció que sin su influencia no habría podido invertir sus esfuerzos en su revista y afirmó que, en consecuencia, "mi lucha por convertirme en un escritor de mi clase nunca sería Ha terminado".
Falleció el 25 de diciembre de 2020 en Allahabad debido a complicaciones del COVID-19. Se anunció que sería enterrado en Ashok Nagar Nevada Qabristan en Nueva Delhi.

## Lectura adicional
- Dastan-e-Shamsur Rahman Faruqi: Vida de un escritor . Un perfil en La caravana de Nikhil Kumar
- «Paradise of Rectitude». 27 de junio de 2013. Anjum Hasan en La caravana del espejo de la belleza
- George, Rajni (21 de octubre de 2014). «The Last Ustad». Open Magazine. Perfil
- Soofi, Mayank Austen (15 de noviembre de 2014). «Shamsur Rahman Faruqi: Darcy was a 'damn sexist'». Mint. Entrevista